# Ceratina tantilla
Ceratina tantilla är en biart som först beskrevs av Jesus Santiago Moure 1941.  Ceratina tantilla ingår i släktet märgbin, och familjen långtungebin. Inga underarter finns listade i Catalogue of Life.